# Tepelklem

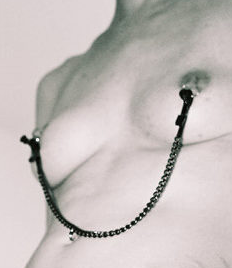
Tepelklemmen met ketting aangebracht

Een tepelklem is een seksspeeltje dat kan worden bevestigd aan tepels om zo pijn te creëren door de bloedstroom van de tepels door middel van druk te beperken. Het kan worden toegepast op de tepels van zowel mannen als vrouwen.

## Gebruik
Sommige mensen ontlenen erotisch plezier bij anderen tepelklemmen te zien, anderen genieten van de pijn die de klemmen bij henzelf veroorzaken. Ze worden gebruikt bij sommige bdsm-activiteiten. De klemmen worden doorgaans gebruikt in paren en zijn dan vaak verbonden door een ketting. Gewichten kunnen worden opgehangen aan de klemmen om de druk op de tepels te vergroten, en om zo plotselinge bewegingen door de geklemde persoon te ontmoedigen, vanwege de pijn die dat zou veroorzaken.
Een andere variant betreft het verbinden van een andere ketting met de ketting met tepelklemmen, en die, met een klem te bevestigen aan de clitoris voor vrouwelijke, of een cockring voor mannelijke geketenden. Deze variatie staat bekend als de "Y-klemmen" voor de vorm van de ketting tussen alle drie aansluitpunten bij aan het lichaam.

## Soorten klemmen
De belangrijkste soorten tepelklemmen zijn de wasknijper, pincetklem en klaverklem.

### Wasknijperklemmen

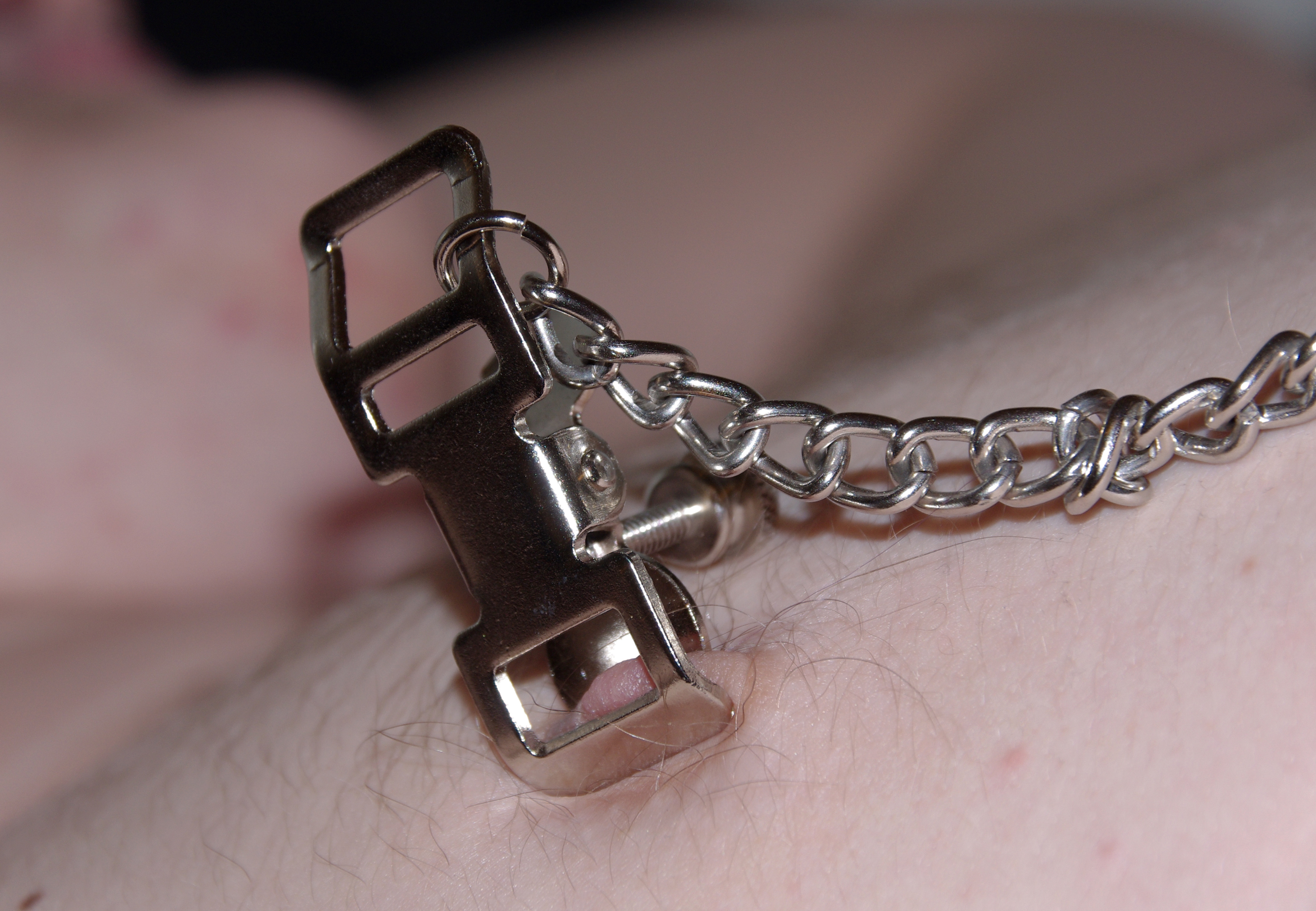
Wasknijperstijl. Let op het schroefje waarmee de druk kan worden geregeld.

Een wasknijperklem werkt als huis-tuin-en- keuken wasknijper - twee korte stukken van metaal, verbonden door een veer die een uiteinde gesloten houdt. Dit type komt vaak met een schroefje erdoor waarmee de druk kan worden aangepast.

### Pincetklemmen
Een pincetklem bestaat uit twee korte stukken van metaal, niet meer dan 5-10 centimeter in de lengte. De twee delen worden met elkaar verbonden aan de ene kant en zijn open aan de andere kant (net als een normale pincet). De open einden zijn licht gebogen om hun grip op de tepel te verbeteren. Meestal hebben ze een klein rubberen omhulsel van circa 1 centimeter over het uiteinde om de tepel te beschermen tegen schade en verwondingen.
Sommige uitvoeringen hebben een ringetje om de twee stukken metaal, waarmee de spanning van de klem kan worden verminderd en opgevoerd. De gebruiker plaatst de twee zijden van de metalen kop aan weerszijden van de tepel, en zorgt vervolgens door de ring langs de klemschacht naar de tepel te schuiven ervoor dat de twee helften strakker bij elkaar komen en de tepel meer afklemmen.

### Klaverklem
De klaverklem, ook wel aangeduid als een "vlinderklem", naar Japans ontwerp, is een klem die toenemende druk levert als eraan wordt getrokken. De klem zelf is plat, ongeveer 5-10 cm in grootte. De klem wordt geklemd op de tepel en de veerspanning houdt de klem op zijn plaats. De klem voorziet doorgaans in een zeer hoog pijnniveau, en wordt meestal alleen gebruikt door gevorderde gebruikers. De dominant kan de sub zo simpel tot de orde roepen door aan de klemmen te trekken. Ter verhoging van de spanning op de tepels, kunnen kleine gewichten, zoals vislijnloodjes aan de uiteinden van de klem worden bevestigd. Door het extra gewicht neemt de spanning op de klem toe, waardoor de klem strakker sluit afhankelijk van het toegevoegde gewicht.
Een andere methode om de klemmen te gebruiken en om een persoon op zijn of haar plaats te houden, is door een snoer aan de klem te koppelen met bijvoorbeeld een haak op de muur. De drager van de klemmen kan dan niet bewegen zonder de klemmen harder om de tepels aan te trekken. Uiteindelijk zouden de klemmen wel loslaten van de tepels, maar niet voordat dit extreem veel pijn veroorzaakt.

## Trivia
Een andere manier om de tepels te maltraiteren is met gebruik van een zogenaamde spijker-bh. Dit zijn bh's waar aan de binnenkant kleine metalen staafjes op spijkertjes zitten die, wanneer de bh wordt aangetrokken in en om de tepels prikken. Deze zijn er zowel voor vrouwen als voor mannen.